# Villa Vijverhof
Villa Vijverhof aan de Eemnesserweg 46 is een gemeentelijk monument in Baarn in de provincie Utrecht.
Bij de bouw eind jaren zeventig van de 19e eeuw heette de villa La Tournerelle en werd gebouwd door een Belgische fabrikant van grafkransen. Achter het huis was toen een verdiept liggende vijver te midden van een parkje met grotwerken. Na de aanleg van een parkeerterrein naast de villa kwam de vijver droog te staan.
In de jaren twintig van de 20e eeuw was er een fotograaf gevestigd. Toen de Vijverhof een familiepension werd, is in 1921 een serre aangebouwd.
De Vijverhof is in 2012 gerestaureerd, nadat het jaren in slechte staat had verkeerd.